# Zakupy (niewolnicy)
Zakupy, zakupieńcy, łac. servi emptici – niewolnicy, rodzaj niewolnej czeladzi w okresie średniowiecza w Polsce, wywodzącej się najczęściej z wolnych chłopów, którzy zaciągnęli pożyczki w pieniądzu lub naturze. Ludzie zakupni, zakupi – ludność zależna na Rusi, Litwie, w Rzeczypospolitej Obojga Narodów od średniowiecza do XVII wieku.

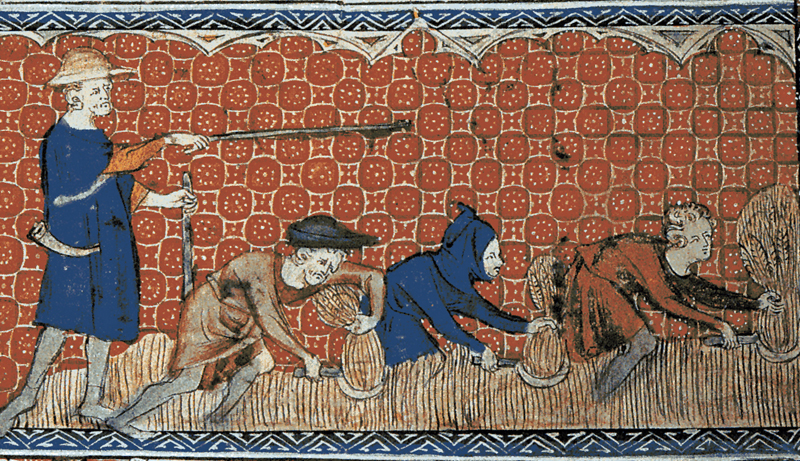
Rządca i zbierający zboże poddani. Miniatura kalendarzowa z Psałterza Królowej Marii z lat 1310-1320 (Londyn, British Library, Ms Royal 2 B VII)

## Zakupy – niewolna czeladź i chłopi w średniowiecznej Polsce
Zakupów wymienia spis uposażenia wrocławskiego klasztoru kanoników regularnych z roku 1193: Hii sunt servi ecclesie s. Marie emptici comitis Petri, w którym podano imiona sześciu zakupieńców należących do komesa Piotra Włostowica i przekazanych ufundowanemu przez niego klasztorowi.
Według Juliusza Bardacha zakupy byli grupą ludności wiejskiej, która wyodrębniała się z ogółu wieśniaków na skutek zadłużania. Zakupieńcy byli rodzajem zastawu, w którym dłużnik razem z rodziną przechodził do pracy, na majątek i zależność od wierzyciela, do czasu spłacenia długu.
Utrata wolności za długi była znana również z innych terenów. Zarówno dokumenty klasztorów w Eldenie (1207) czy Kołbaczu (1212-1213), jak i bulla papieża Grzegorza IX (1239) opisywały podobne, lichwiarskie pożyczki (podaca) udzielane chłopom siedzącym na pańskim na Pomorzu Zachodnim, Rugii i w Meklemburgii. Oprocentowanie podacy wynosiło w skali roku do 200%. Z pewnością tak oprocentowane kredyty były prawie niemożliwe do spłacenia i ich udzielanie przez właścicieli ziemskich było jedną z metod przywiązania poddanego do gruntu i pana.
Według Karola Buczka pochodząca z języka ruskiego nazwa zakupy (łac. emptici) sugeruje, że nie wszyscy niewolni zostawali zakupieńcami za długi, zapewne wielu nabywano aktem kupna za zapłatę, nazywaną dawniej kupą. Mimo że większość niewolnych była pochodzenia jenieckiego, to z czasem wielu z nich, zwłaszcza dziewczęta, kupowano lub pozyskiwano od poprzednich właścicieli także na skutek zadłużenia, należności sądowych czy danniczych.
Zakupieńcy mogli należeć do wymienionej u Galla Anonima grupy niewolników prywatnych, książęcych, nabytych drogą transakcji handlowych, którzy byli uznawani za część majątku swoich panów, zatem mogli być przedmiotem sprzedaży i rozporządzeń testamentowych. Nie byli oni w związku z tym zobowiązani do danin lub obciążeń. Niewolnicy ci pełnili w gospodarstwie właścicieli posługi osobiste jako czeladź (servi), nie mając prawa ani do opieki prawnej, ani do sądu publicznego. Odpowiadali jedynie przed sądem swojego właściciela. Dzieci niewolnych dziedziczyły status niewolnika po swoich rodzicach.
Zakupnych niewolników osadzano także na przydzielonych gospodarstwach, by mogli służyć o własnym chlebie. Zakupy razem z dziesiętnikami dali początek innej grupie niewolnych, zwanych przypisańcami (adscriptici). Osadzeni na roli niewolnicy nie posiadali żadnych praw do ziemi, byli poddani woli swojego pana i jego sądom, poza cięższymi sprawami karnymi lub świadczeniami wchodzącymi w zakres prawa książęcego.
Niewolnictwo w Polsce miało zakończyć się w XIII wieku, jednak w praktyce pewne formy niewolnictwa istniały nadal.

## Zakupi – ludzie kupni w Rzeczypospolitej Obojga Narodów
Wymieniona w Prawdzie Ruskiej i Statutach litewskich grupa najemników, później zadłużonych, nazywana tam zakupami (roleini zakupi), odpowiada definicji ludzi zakupnych w Słowniku Lindego, zaprzedanych na pewien czas w niewolę.

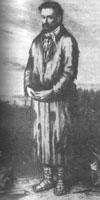
Niewolnik białoruski, Józef Oziębłowski, ok. 1840

Potwierdzona w litewskich źródłach formacja ludzi uzależnionych za długi pojawiła się z w czasach nowożytnych w Rzeczypospolitej Obojga Narodów.
Statuty litewskie, potwierdzone przez króla Zygmunta III Wazę w roku 1588, wymieniają ludzi zakupnych w rozdziale XII zatytułowanym O głowszczyznach y o nawiązkach ludzi prostych, y o takich ludziach i czeladzi która od panów swych odchodzi, także o sługach przykaźnych. W kolejnych artykułach opisywano kary główszczyzny, których wysokość zależała od pozycji społecznej ludzi prostych. Główszczyznę wypłacano za zamordowanie, nawiązkę za zranienie, rodzinom ofiar, najwyższe 6 rubli groszy za sługę pancernego, najmniejsze kopę groszy za czeladź niewolną. Opisywano w statutach zasady wykupu i dziedziczenia niewoli, zasady przedawnienia długu prowadzącego do niewoli. Szczegółowo opisano zasady wyłapywania niewolnych na gościńcu lub już osiadłych na nowym miejscu, zbiegłych czy wykradzionych wraz z żonami, dziećmi i ich majątkiem. O ile zwrot zadłużenia pozostawiał jakąś, nawet iluzoryczna nadzieję na wyzwolenie, to ucieczka i złapanie zbiega powodowały obrócenie zakupnego w kompletnego niewolnika. Kolejne artykuły traktują o zasadach zwrotu zbiegłych przez nowych panów, o sługach odmawiających chwytania zbiegów, złodziei, złoczyńców. Artykuł 19 opisuje wolnych, którzy się „za głód” nieraz z całą rodziną sprzedają.
Statuty litewskie wymieniają rozmaite nazwy czeladzi niewolnej, utworzone od sposobu pozyskania zależnego sługi. Opisano ludzi dwornych, ojczystych, macierzystych, spadkowych, darownych, kupnych, przykaźnych, przychożych i pochożych.
Sytuacja zależnej, a właściwie zniewolonej ludności w Polsce, gdzie pozornie chrześcijaństwo zniosło niewolnictwo, wywoływała krytyczne komentarze nie tylko poza granicami kraju. W Polsce krytykowano zniewolenie i okrucieństwo wobec poddanych od czasów reformacji. Tak pisał na przełomie XVIII i XIX wieku o zniewolonej czeladzi Tadeusz Czacki;

W tym teraźniejszym statucie tych ludzi na czeladź, którzy przedtym niewolnikami byli zwani, odmieniono nazwisko, a napisano ich czeladzią dworną, ojczystą, macierzystą, kupną albo pojmaną.